# Alto do Pina
Alto do Pina era una freguesia portuguesa del municipio de Lisboa, distrito de Lisboa.

## Historia
Fue suprimida el 8 de noviembre de 2012, en aplicación de una resolución de la Asamblea de la República portuguesa al unirse con la freguesia de São João de Deus, formando la nueva freguesia de Areeiro.

## Patrimonio
Signos distintivos de esta freguesia fueron la Fonte Luminosa (fuente luminosa), donde el Partido Socialista Portugués llevó a cabo una gran campaña electoral durante el periodo posrevolucionario de 1975 para atrarser los votos del Partido Comunista Portugués. En Alto do Pina también se encuentran las ruinas de la casa de veraneo del rey consorde de Portugal, Fernando II.